# Kielce Ślichowice
Kielce Ślichowice – przystanek kolejowy Kielc znajdujący się na zachodzie miasta przy osiedlu Ślichowice, na linii w kierunku Częstochowy. Wzdłuż północnego peronu przebiegają tory towarowe odstawcze pobliskiej stacji Kielce Herbskie. Po stronie południowej, znajduje się jedno z największych osiedli w Kielcach, osiedle Ślichowice. Na południe, w odległości około 150 metrów od peronów, znajduje się pętla autobusowa wraz z minidworcem os. Ślichowice, na której zatrzymuje się 9 linii autobusowych. W bliskim sąsiedztwie stacji znajduje się również rezerwat skalny Ślichowice.

## Ruch pasażerski
| Rok  | Wymiana pasażerska na dobę |
| ---- | -------------------------- |
| 2017 | 20-49                      |
| 2022 | 20-49                      |

## Historia
Przystanek został wybudowany po roku 1945 w rejonach wtedy bardzo słabo zurbanizowanych. W tamtych czasach najbliższą miejscowością, z którą mógł się kojarzyć przystanek, była nieistniejąca dziś miejscowość Czarnów Rządowy. Na koniec 2016 roku przystanek został gruntownie przebudowany zgodnie z aktualnie obowiązującym w PKP PLK Systemem Identyfikacji Wizualnej Dworców Kolejowych (umieszczono nowe wiaty przystankowe, ławki, kosze na śmieci, tablice, zainstalowano nowe oświetlenie, nagłośnienie i kilka kamer w ramach monitoringu, teren ogrodzono). Na nowym przystanku zatrzymują się nie tylko pociągi REGIO, ale od grudnia 2016 roku również pociągi TLK relacji Kraków-Warszawa.
Również w 2016 roku Urząd Miasta w Kielcach zwrócił się do Polskich Linii Kolejowych z prośbą o zmianę nazwy przystanku z Kielce Czarnów na Kielce Ślichowice. Odsłonięcie tablic z nową nazwą nastąpiło w dniu 10 grudnia 2017 roku.